# Regno del Dyfed

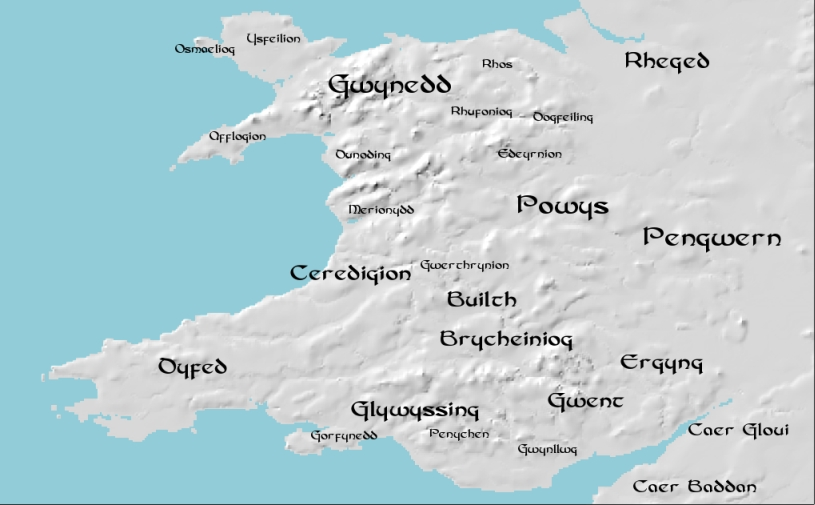
Il Galles nel V secolo

Dyfed o Demezia era uno degli antichi regni medioevali del Galles prima della conquista normanna dell'Inghilterra. Il Dyfed cambiò spesso dimensioni e nome. Nella metà del VII secolo emerse come Brycheiniog, agli inizi dell'VIII come Rhainwg, poi ancora Brycheiniog. Agli inizi del X secolo divenne Seisyllwg (Ceredigion) e poi Deheubarth, che nacque quando Hywel Dda unì il Dyfed e il regno del Seisyllwg sotto il suo dominio (copriva una zona più o meno corrispondente all'odierno Dyfed).
In origine occupava un'area approssimativamente corrispondente all'odierno Pembrokeshire (Galles sud-orientale). Il suo nome si pronunciava "Duv-ed" e derivava dalla locale tribù celtica dei demezi, che viveva in quell'area prima dell'invasione romana. Non molto dopo la partenza delle legioni romane, gli abitanti di questa zona tentarono di difendersi dai sassoni e dagli irlandesi arruolando mercenari stranieri, tra cui degli irlandesi provenienti dalla contea di Waterford e appartenenti alla tribù dei déisi.
Il regno nacque con Anwn (IV secolo), figlio dell'imperatore Magno Massimo, ma soprattutto con suo figlio Ednyfed (la loro discendenza regnerà sul Dyfed fino al 1197; gli inglesi presero poi possesso del territorio, ma l'antica dinastia rimase molto importante e influente nell'area).